# Ark (L'Arc~en~Ciel)
Ark è il sesto album del gruppo giapponese L'Arc~en~Ciel. È stato pubblicato il 1º luglio 1999 dalla Ki/oon Records, contemporaneamente a Ray ed ha raggiunto la prima posizione della classifica nipponica Oricon, rimanendo in classifica per venticinque settimane e vendendo 2 255 870 copie.

## Tracce
1. Forbidden Lover - 6:01
2. Heaven's Drive - 4:15
3. Driver's High - 4:10
4. Cradle - 4:56
5. Dive to Blue - 5:33
6. Larva - 3:55
7. Butterfly's Sleep - 5:10
8. Perfect Blue - 3:48
9. Shinjitsu to Gensou to (真実と幻想と) - 5:22
10. What is Love - 4:13
11. Pieces (Ark Mix) - 5:45